# Clytiomya mesnili
Clytiomya mesnili là một loài ruồi trong họ Tachinidae.